# Grand établissement
Grand établissement (cơ quan lớn hoặc cơ sở quan trọng) là một cụm từ được dùng chính thức ở Pháp để chỉ các cơ sở nghiên cứu khoa học, văn hóa và nghề nghiệp công (établissement public à caractère scientifique, culturel et professionnel - EPCSCP) hoạt động theo quyển 7 của Luật Giáo dục Pháp. Cụm từ hành chính này được đưa ra năm 1984 bởi Luật Savary nhằm tập hợp một số cơ sở giáo dục bậc đại học và cơ quan nghiên cứu khoa học hàng đầu của Pháp thành một nhóm riêng với chế độ quản lý hành chính trực tiếp từ Bộ Giáo dục đại học và Nghiên cứu Pháp (ministère de l'Enseignement supérieur et de la Recherche) và các bộ liên quan. Phần lớn các cơ sở mang tư cách grand établissement của Pháp là các trường lớn (grandes école), tuy nhiên cũng có một số ngoại lệ như Đại học Paris-Dauphine, Đài thiên văn Paris (Observatoire de Paris) hay Cung khám phá Paris (Palais de la découverte).

## Danh sách cơ sở liên quan
- Cơ sở chịu sự quản lý trực tiếp của Bộ Giáo dục đại học và Nghiên cứu Pháp theo khoản 3 sắc lệnh số 2000-250 ngày 15 tháng 3 năm 2000:

1. Collège de France
2. Học viện kỹ nghệ Pháp (Conservatoire national des arts et métiers - CNAM)
3. CentraleSupélec
4. Trường khoa học xã hội cao cấp Pháp (École des hautes études en sciences sociales - EHESS)
5. Trường pháp điển quốc gia Pháp (École des Chartes)
6. Trường hàng không dân dụng quốc gia Pháp (École nationale de l’aviation civile - ENAC)
7. Trường kỹ nghệ quốc gia Pháp (École nationale supérieure d'arts et métiers - ENSAM)
8. Trường khoa học thông tin và thư viện quốc gia Pháp (École nationale supérieure des sciences de l'information et des bibliothèques - ENSSIB)
9. École pratique des hautes études (EPHE)
10. Học viện Chính trị Paris (Institut d'études politiques de Paris - Sciences Po Paris)
11. Viện Vật lý Địa cầu Paris (Institut de physique du globe de Paris - IPGP)
12. Viện Lịch sử và Nghệ thuật Quốc gia Pháp (Institut national d'histoire de l'art - INHA)[1]
13. Viện Ngôn ngữ và Văn hóa phương Đông Quốc gia Pháp (Institut national des langues et civilisations orientales - INALCO)
14. Học viện Kỹ thuật Grenoble (Institut polytechnique de Grenoble - Groupe Grenoble INP)[2]
15. Bảo tàng Lịch sử Tự nhiên Quốc gia Pháp (Muséum national d'histoire naturelle - MNHN)
16. Đài thiên văn Paris (Observatoire de Paris)
17. Cung khám phá (Palais de la découverte)
18. Đại học Paris-Dauphine[3]

- Cơ sở có tư cách grand établissement chịu sự quản lý của các bộ liên quan:

1. Trung tâm nghiên cứu khoa học nông nghiệp quốc tế Montpellier (Centre international d'études supérieures en sciences agronomiques - Montpellier Sup Agro)[4]
2. Trường y tế công cộng Pháp (École des hautes études en santé publique)[5]
3. Trường cầu đường quốc gia Pháp (École nationale des ponts et chaussées)[6]
4. Viện khoa học và công nghiệp đời sống, môi trường (Institut des sciences et industries du vivant et de l'environnement - Agro Paris Tech)[7]
5. Học viện hàng không vũ trụ Pháp (Institut supérieur de l'aéronautique et de l'espace)[8]
6. Học viện khoa học nông nghiệp, lương thực, khoa học làm vườn và nông thôn Pháp (Institut supérieur des sciences agronomiques, agroalimentaires, horticoles et du paysage - Agro campus Ouest)[9]